# عزالدین العراقی
عزالدین العراقی (عربی: عز الدين العراقي؛ (زادهٔ ۱ مه ۱۹۲۹ – درگذشته ۱ فوریه ۲۰۱۰) یک سیاست‌مدار اهل مراکش بود. وی از ۳۰ سپتامبر ۱۹۸۶ تا ۱۱ اوت ۱۹۹۲ نخست‌وزیر این کشور بود.